# Airdeconut
Airdeconut est un roi viking qui aurait régné aux alentours de l'an 900. Il n'est connu que par une unique pièce de monnaie découverte en 2011 dans le trésor de Silverdale.

## Découverte
L'existence d'Airdeconut fut découverte lorsque Darren Webster, maçon et détectoriste amateur, qui faisait des recherches avec son détecteur de métaux, trouva enterré dans un champ en bordure de la ville de Silverdale, dans le Lancashire, une boîte en plomb contenant un ensemble de deux cents objets en argent : lingots, bijoux et plusieurs pièces de monnaie anglo-saxonnes, scandinaves, franques et islamiques. La variété de ces monnaies illustre notamment l'étendue des voyages des guerriers vikings. Ces pièces permettent de dater l'ensemble des éléments vers 900. 
Dans le lot fut trouvée une pièce jamais vue auparavant portant, sur une face, l'inscription AIRDECONUT, et sur l'autre, l'inscription DNS (pour Dominus) REX, dont les lettres ont été arrangées en forme de croix. 
On suppose que cet ensemble, qui pèse en tout plus d'un kilo, a été enterré par un guerrier viking avant une bataille, à une époque où les Vikings du Nord de l'Angleterre étaient en pleine lutte de pouvoir et menaient ainsi des guerres entre eux,.
Le fait que l'inscription « DNS » au dos de la pièce ait été écrite de manière que les caractères qui la composent ressemblent à des croix semble indiquer que Airdeconut était un roi chrétien. Cette découverte se révèle être cohérente avec la période à laquelle est datée la pièce. En effet, à cette période, les Vikings avaient cessé de mener des raids d'été sur les côtes anglaises pour commencer à se sédentariser dans le pays, et il s'ensuivit une conversion à la religion locale, les Vikings abandonnant le polythéisme de leur pays d'origine pour adopter le monothéisme chrétien de l'Angleterre.

## Airdeconut, un roi inconnu?
On suppose que le nom d'Airdeconut est une tentative laborieuse du fabricant de pièces anglo-saxon pour interpréter le nom scandinave Harthacnut. Cette supposition a mené à se demander si Airdeconut ne correspondait pas à un célèbre Viking du nom de Harthacnut. Cependant, il a été démontré que l'ensemble avec lequel a été retrouvée la pièce avait en réalité été enterré un siècle avant l'existence de ce dernier,.